# Епархия Марианхилла
Епархия Марианхилла (лат. Dioecesis Collis Mariae seu Mariannhillensis) — епархия Римско-Католической Церкви с центром в городе Марианхилл, ЮАР. Епархия Марианхилла входит в митрополию Дурбана.

## История
10 сентября 1921 года Святой Престол учредил апостольский викариат Марианхилла, выделив его из апостольской префектуры Дурбана (сегодня — Архиепархия Дурбана).
30 марта 1930 года апостольский викариат Марианхилла передал часть своей территории для возведения апостольской префектуры Умтаты (сегодня — Епархия Умтаты).
8 апреля 1935 года апостольский викариат Марианхилла передал часть своей территории для возведения апостольской префектуры Кокстада (сегодня — Епархия Кокстада).
11 января 1951 года Римский папа Пий XII издал буллу «Suprema Nobis», которой преобразовал апостольский викариат Марианхилла в епархию.
21 февраля 1907 года апостольский викариат Марианхилла передал часть своей территории для возведения епархий Умзимкулу.
Особую роль в истории епархии сыграли священники из монашеской конгрегации «Миссионеры из Марианхилла».

## Ординарии епархии
- епископ Michael Adalbero Fleischer MHM[1] (1922—1950);
- епископ Alphonse Streit (1950—1970);
- епископ Martin Elmar Schmid CMM (1970—1980);
- епископ Paul Themba Mngoma (1981—2005);
- епископ Pius Mlungisi Dlungwana (2006 — по настоящее время).

## Источник
- Annuario Pontificio, Libreria Editrice Vaticana, Città del Vaticano, 2003, стр. 958, ISBN 88-209-7422-3
- Булла Suprema Nobis, AAS 43 (1951), стр. 257 (лат.)